# BC Žalgiris
BC Žalgiris je litavski košarkaški klub iz Kaunasa. Osnovan je 1944. godine. Klub trenutačno nastupa u Litavskoj ligi, Baltičkoj ligi i Euroligi. 

## Povijest
Klub je dobio ime na spomen slavne Bitke kod Žalgirisa. Osnovan je 13. listopada 1944. i jedan je od najstarijih euroligaških košarkaških klubova. Jedan je od najuspješnijih klubova bivšeg SSSR-a i današnje Litve. Svoj prvi naslov prvaka SSSR-a osvojili su 1947. godine, a ukupno su pet puta osvajali naslov ondanašnje države. Danas je klub, uz BC Lietuvos Rytas jedan od najuspješnijih klubova litvanske lige. Današnji predsjednik kluba je bivši košarkaš Žalgirisa Arvydas Sabonis.

## Trofeji
- Prvenstvo SSSR-a: 1947., 1951., 1985., 1986., 1987.
- Kup SSSR-a: 1953.
- Litavska košarkaška liga: 1946., 1950., 1952., 1953., 1954., 1955., 1958., 1991., 1992., 1993., 1994., 1995., 1996., 1997., 1998., 1999., 2001., 2003., 2004., 2005., 2007., 2008., 2011., 2012., 2013., 2014., 2015.
- Litavski kup: 1990., 2007., 2008., 2011., 2012., 2015.
- FIBA Euroliga: 1999.
- Kup Raymonda Saporte: 1998.
- Interkontinentalni kup:  1986.
- Baltička košarkaška liga: 2005., 2008., 2010., 2011., 2012.
- Liga NEBL: 1999.

## Poznati igrači
| - Algirdas Brazys - Valdemaras Chomičius - Gintaras Einikis - Sergėjus Jovaiša - Donatas Kasiliauskas - Gintaras Krapikas - Rimas Kurtinaitis - Darjuš Lavrinovič - Vitoldas Masalskis - Modestas Paulauskas - Arvydas Sabonis - Dainius Šalenga - Donatas Slanina - Saulius Štombergas - Mindaugas Timinskas | - Eurelijus Žukauskas - Mindaugas Žukauskas - Marcelo Machado - Sherman Hamilton - Damir Markota - Marko Popović - Franjo Arapović - George Zidek - Gert Kullamäe - Hanno Möttölä - Kornel David - Ainārs Bagatskis - Kirk Penney - Larry Ayuso - Mamadou N'Diaye - Miroslav Beric | - Goran Jurak - Grigorij Khizhnyak - Kenny Anderson - Tanoka Beard - Anthony Bowie - Michael Bradley - Marcus Brown - DeJuan Collins - Ed Cota - Tyus Edney - Reggie Freeman - Robert Pack - Ennis Whatley - Loren Woods |

### Bivši igrači
- Marius Basinskas

## Vanjske poveznice
- Službena stranica  Arhivirana inačica izvorne stranice od 3. ožujka 2011. (Wayback Machine) (lit.) (engl.)
- Navijači kluba "Žalioji mirtis"
- Neslužbena stranica "Žalgiriux"